# Homalium parkeri
Homalium parkeri är en videväxtart som beskrevs av John Gilbert Baker. Homalium parkeri ingår i släktet Homalium och familjen videväxter. Inga underarter finns listade i Catalogue of Life.